# تلسل
تلسل (انگلیسی: Telcel) شرکت مخابرات مکزیکی است، که در سال ۱۹۸۴ تأسیس شد.